# Paulo Egydio Martins
Paulo Egydio Martins (São Paulo, 2 de mayo de 1928-São Paulo, 12 de febrero de 2021) fue un empresario y político brasileño. Fue gobernador del estado de São Paulo entre 1975 y 1979, durante el período de la dictadura militar brasileña.

## Primeros años y educación
Hijo de Paulo César Gomes Martins y Júlia Machado, se graduó en la Escuela Nacional de Ingeniería de la Universidad de Brasil, actualmente Universidad Federal de Río de Janeiro (UFRJ) en 1951. Fue superintendente del Departamento de Ingeniería y posteriormente gerente general de Byington & Cia.

## Carrera política

### Ministro de Industria y Comercio

Paulo Egydio Martins cuando ocupaba la cartera de Industria y Comercio.

Inició su carrera política durante el período de la dictadura militar brasileña, cuando fue Ministro de Industria y Comercio en el gobierno del presidente Humberto Castelo Branco. Fue gran accionista del Banco Comind y al momento de su muerte era director general de Itaucorp S/A.

### Gobernador de São Paulo (1975-1979)
Martins fue el 49.º gobernador del estado de São Paulo, durante la dictadura militar brasileña. Fue elegido indirectamente durante el gobierno de Ernesto Geisel, por el entonces colegio electoral de la Asamblea Legislativa.
En ese momento afiliado a la Alianza Renovadora Nacional (ARENA), enfrentó epidemias de meningitis meningocócica y las primeras pandemias de encefalitis en el estado, incluyendo el Gran São Paulo y la Costa Sur, al inicio de su administración.
Durante su gobierno, el periodista Vladimir Herzog, director de periodismo de TV Cultura, canal de televisión dirigido por la Fundación Padre Anchieta, vinculado al estado de São Paulo, fue torturado y asesinado en las instalaciones del DOI-CODI, en 1975. Otro episodio sonado, ocurrido durante el DOI-CODI, fue el asesinato de Manoel Fiel Filho. Su secretario de Cultura, José Mindlin, abandonó el gobierno poco después de este episodio. La violenta represión de la manifestación estudiantil en la Pontificia Universidad Católica (PUC) de São Paulo en 1977, bajo las órdenes del coronel Erasmo Dias, fue también otro episodio autoritario ocurrido durante su gobierno.
Durante su gobierno, Martins inauguró importantes obras viales, como la Rodovia dos Bandeirantes y el carril ascendente de la Rodovia dos Imigrantes. Martins también fue responsable de firmar el acuerdo entre el Ministerio de Aeronáutica y el gobierno del estado el 4 de mayo de 1976, que luego construiría en la década de 1980 el Aeropuerto Internacional de São Paulo-Guarulhos.
Martins también renovó y rebautizó la estación de autobuses de São Carlos que lleva su nombre, la carretera que conecta Rodovia Dutra con Campos do Jordão, construyó la carretera que sale de la carretera Velha Campos do Jordão / S. J. de Campos al sur de Minas, pasando por São Bento do Sapucaí, y construyó el Auditorio Claudio Santoro (la empresa responsable fue CONSTRUBASE) en Campos do Jordão.
En el área de saneamiento básico, Martins ejecutó el mayor plan de saneamiento básico del país hasta el momento: a través de Sabesp, duplicó la capacidad de tratamiento de agua en la región metropolitana de São Paulo, aumentando la cobertura del servicio de agua en las regiones donde el servicio aún no estaba disponible y redujo la mortalidad infantil. Martins también animó a Sabesp a aumentar el número de municipios del interior y costeros atendidos por la empresa en servicios de agua y alcantarillado, garantizando mayores estándares de calidad para la población y garantizando un mejor servicio ambiental para estos municipios, muchos de los cuales eran necesitados.
En el área de salud, Martins construyó, dentro del Hospital de Clínicas de São Paulo, el edificio del ambulatorio, el Instituto del Corazón y el Instituto del Niño del Hospital de Clínicas de la FMUSP, además de 67 laboratorios de investigación. Construyó el Hospital Universitario de la Universidad de São Paulo y el Hospital das Clínicas de Ribeirão Preto.
En el área de educación, se inauguró la Universidad Estadual Paulista (Unesp).
No pudo nominar a su candidato, el alcalde Olavo Setúbal, para la sucesión en el gobierno estatal. Terminó cediendo el puesto a Paulo Maluf.
Habiendo integrado ARENA, el PP y el PMDB, estuvo afiliado al PSDB desde 2005. En 2007, publicó su autobiografía, titulada Paulo Egydio Conta y publicada por la Fundación Getulio Vargas, a partir de declaraciones dadas al Centro de Documentación de la misma institución.